# Episoade naționale
Episoade naționale (în spaniolă Episodios nacionales) este o colecție de 46 romane istorice scrise de Benito Pérez Galdós între 1872 și 1912. Ea este împărțită în cinci serii și prezintă istoria Spaniei din 1805 și până prin 1880. În aceste romane istorice apar o serie de personaje inventate de autor care iau parte la evenimente istorice.

## Prima serie

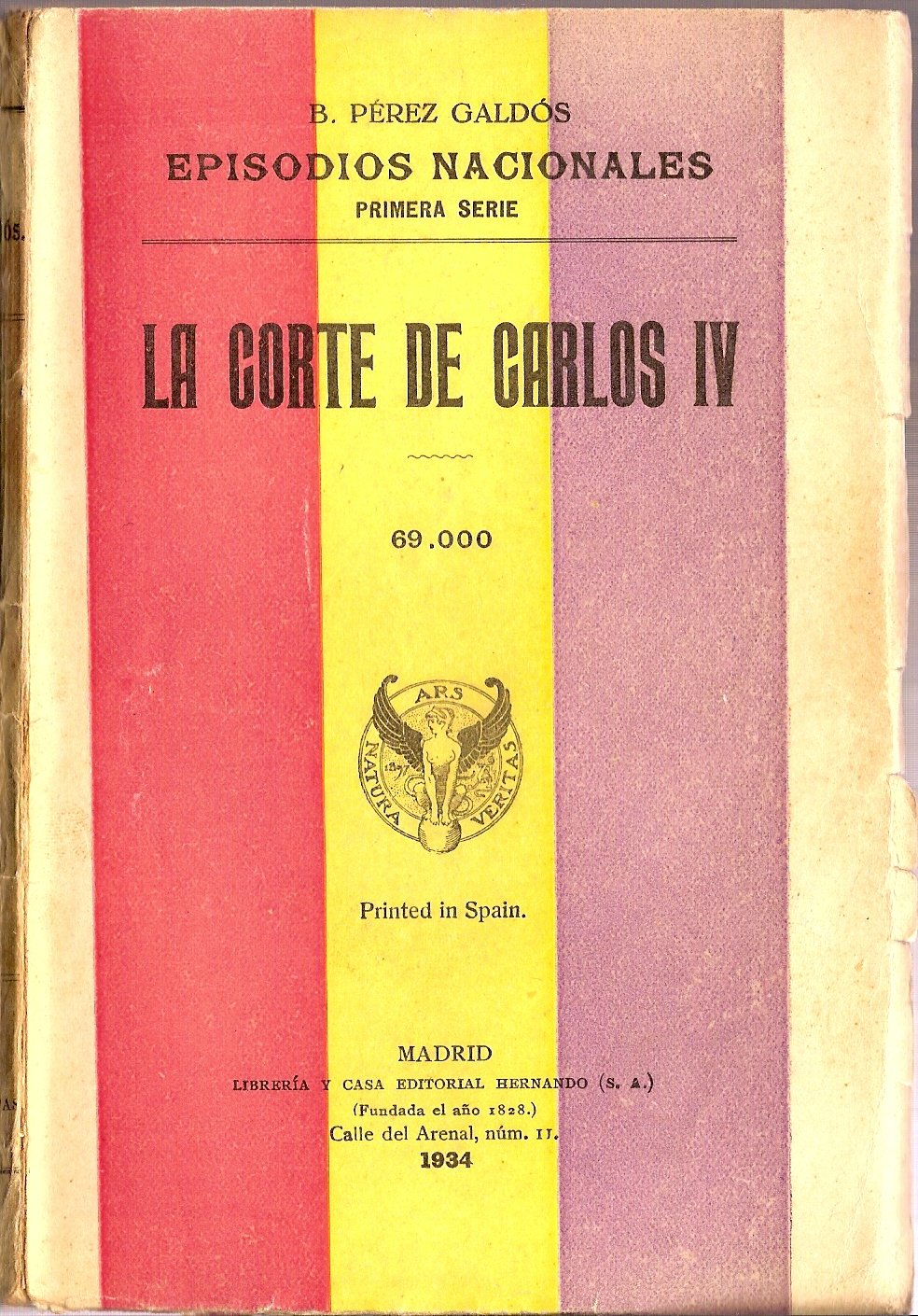
Coperta cărţii La Corte de Carlos IV (Ed. Hernando, Madrid, 1934)

Cu excepția romanului Gerona, toate episoadele urmăresc peregrinările aventuroase și amoroase ale tânărului Gabriel de Araceli, prin Spania ocupată la început de Franța și apoi aflată în Războiul de Independență, de la Bătălia de la Trafalgar până la înfrângerea armatelor franceze (1805-1814). Din această serie fac parte zece romane:
- Trafalgar
- La Corte de Carlos IV (Curtea lui Carol al IV-lea)
- El 19 de marzo y el 2 de mayo (19 martie și 2 mai)
- Bailén
- Napoleón en Chamartín (Napoleon la Chamartin)
- Zaragoza
- Gerona
- Cádiz
- Juan Martín el Empecinado (Juan Martín Neînfricatul)
- La Batalla de los Arapiles (Bătălia de la Arapiles)

## A doua serie
Scrisă între 1875 și 1879, această serie este compusă din zece cărți. Personajul principal, care nu este mereu protagonistul, este luptătorul liberal Salvador Monsalud. La început gardian al regelui José I, el este îndepărtat de putere în primii șase ani ai monarhiei absolutiste a lui Ferdinand al VII-lea (1814-1820), elogiat în Trieniul Liberal (1820-1823) și persecutat în timpul Deceniului nefericit (1823-1833). Nemulțumirea sa continuă ne conduce prin frământările istorice ale Spaniei din vremea domniei lui Ferdinand, în care-și au începuturile conflictele din viitor. Titlurile celor zece romane sunt:
- El equipaje del rey José (Bagajul regelui Jose)
- Memorias de un cortesano de 1815 (Memoriile unei curtezane din 1815)
- La segunda casaca (A doua jachetă)
- El Grande Oriente (Marele Orient)
- El 7 de julio (7 iulie)
- Los Cien Mil Hijos de San Luis (Cei 100.000 de fii ai orașului San Luis)
- El terror de 1824 (Teroarea din 1824)
- Un voluntario realista (Un voluntar realist)
- Los Apostólicos (Apostolii)
- Un faccioso más y algunos frailes menos (Un călugăr rebel și alții mai puțin)

După această serie, Galdós nu a plănuit să continue, însă după Războiul Hispano-American ("Dezastrul din '98") a decis să-și continue opera cu seriile următoare.

## A treia serie
Spania divizată din perioada Primului Război Carlist și a Regenței Mariei Cristina este epoca în care se petrec următoarele episoade, care îl au în centrul lor pe romanticul Fernando Calpeña. Cele zece episoade care compun seria sunt:
- Zumalacárregui
- Mendizábal
- De Oñate a la Granja (De la Oñate la Granja)
- Luchana
- La campaña del Maestrazgo (Campania din Maestrazgo)
- La estafeta romántica (Curierul romantic)
- Vergara
- Montes de Oca
- Los Ayacuchos (Ayacucienii)
- Bodas Reales (Nunți regale)

## A patra serie
José García Fajardo, neinteresat de politică, spre deosebire de protagoniștii seriilor anterioare, este personajul principal al acestei serii de zece episoade care cuprind întreaga domnie a reginei Isabela a II-a, contemporană a autorului. Titlurile cărților din această serie sunt:
- Las tormentas del 48 (Frământările din 48)
- Narváez
- Los duendes de la camarilla (Demonii camarilei)
- La Revolución de Julio (Revoluția din iulie)
- O'Donnell
- Aita Tettauen
- Carlos VI en la Rápita (Carlos VI la Rápìta)
- La vuelta al mundo en la Numancia (Ocolul lumii la Numancia)
- Prim
- La de los tristes destinos (Cea a destinelor triste)

## A cincea serie
Tito, un povestitor la persoana I care nu pare un personaj real, ci un concept al autorului pentru a crea un dialog rațional, are rolul principal în această serie neterminată, care începe în timpul Revoluției glorioase din Spania, și conține doar șase titluri publicate și un proiect:
- España sin rey (Spania fără rege)
- España trágica (Tragica Spanie)
- Amadeo I
- La primera República (Prima Republică)
- De Cartago a Sagunto (De la Cartagina la Sagunto)
- Cánovas
- Sagasta (proiect)